# Marek Zieliński (historyk)
Marek Grzegorz Zieliński (ur. 31 maja 1963 w Nowym Dworze Mazowieckim) – polski historyk, dr hab. nauk humanistycznych, profesor uczelni i kierownik Katedry Historii Nowożytnej Wydziału Historycznego Uniwersytetu Kazimierza Wielkiego w Bydgoszczy.

## Życiorys
8 marca 1995 obronił pracę doktorską Cudzoziemcy w życiu Rzeczypospolitej Obojga Narodów doby stanisławowskiej 1764-1795, 14 października 2008 habilitował się na podstawie pracy zatytułowanej Chełmno - civitas totius Prussiae metropolis XVI-XVIII w.. Otrzymał nominację profesorską. Został zatrudniony na stanowisku profesora nadzwyczajnego oraz dyrektora w Instytucie Historii i Stosunków Międzynarodowych na Wydziale Humanistycznym Uniwersytetu Kazimierza Wielkiego w Bydgoszczy.
Piastuje funkcję profesora uczelni oraz kierownika w Katedrze Historii Nowożytnej na Wydziale Historycznym Uniwersytetu Kazimierza Wielkiego w Bydgoszczy.
Jest dziekanem na Wydziale Historycznym Uniwersytetu Kazimierza Wielkiego w Bydgoszczy.